# Union sportive lavalloise
 (juillet 2023).
La mise en forme du texte ne suit pas les recommandations de Wikipédia : il faut le « wikifier ».
Les points d'amélioration suivants sont les cas les plus fréquents. Le détail des points à revoir est peut-être précisé sur la page de discussion.
- Les titres sont pré-formatés par le logiciel. Ils ne sont ni en capitales, ni en gras.
- Le texte ne doit pas être écrit en capitales (les noms de famille non plus), ni en gras, ni en italique, ni en « petit »…
- Le gras n'est utilisé que pour surligner le titre de l'article dans l'introduction, une seule fois.
- L'italique est rarement utilisé : mots en langue étrangère, titres d'œuvres, noms de bateaux, etc.
- Les citations ne sont pas en italique mais en corps de texte normal. Elles sont entourées par des guillemets français : « et ».
- Les listes à puces sont à éviter, des paragraphes rédigés étant largement préférés. Les tableaux sont à réserver à la présentation de données structurées (résultats, etc.).
- Les appels de note de bas de page (petits chiffres en exposant, introduits par l'outil «  Source ») sont à placer entre la fin de phrase et le point final[comme ça].
- Les liens internes (vers d'autres articles de Wikipédia) sont à choisir avec parcimonie. Créez des liens vers des articles approfondissant le sujet. Les termes génériques sans rapport avec le sujet sont à éviter, ainsi que les répétitions de liens vers un même terme.
- Les liens externes sont à placer uniquement dans une section « Liens externes », à la fin de l'article. Ces liens sont à choisir avec parcimonie suivant les règles définies. Si un lien sert de source à l'article, son insertion dans le texte est à faire par les notes de bas de page.
- La présentation des références doit suivre les conventions bibliographiques. Il est recommandé d'utiliser les modèles {{Ouvrage}}, {{Chapitre}}, {{Article}}, {{Lien web}} et/ou {{Bibliographie}}. Le mode d'édition visuel peut mettre en forme automatiquement les références.
- Insérer une infobox (cadre d'informations à droite) n'est pas obligatoire pour parachever la mise en page.

Pour une aide détaillée, merci de consulter Aide:Wikification.
Si vous pensez que ces points ont été résolus, vous pouvez retirer ce bandeau et améliorer la mise en forme d'un autre article.
L'Union Sportive Lavalloise (USL) est un club omnisports français basé à Laval (Mayenne), créé en 1971.
Il provient de la fusion de plusieurs associations catholiques : l'Union Sportive de Notre-Dame-de-Beauregard (fondée en 1907) ayant fusionné avec l'Espérance Saint-Vincent-de-Paul (en 1951) et avec la formation féminine de la Jeune France en 1971.
Dans les années 1960 et 1970, la section pongiste évolue durant plusieurs saisons en deuxième division nationale.
La section masculine de football évolue en 2008-2009 en championnat de division régionale d'honneur (DRH) de la ligue du Maine de football.

## Histoire

### L'Espérance Saint-Vincent-de-Paul
L'Espérance est née sous l'impulsion chrétienne. En 1840 la Société de Saint-Vincent-de-Paul (SSVP) fonde La conférence de Saint-Vincent-de-Paul dont le but est alors de participer à l'éducation chrétienne des jeunes travailleurs lavallois. En 1842, Louis d'Aubert en accord avec les membres de la conférence inaugure le patronage dont le but était alors de grouper les jeunes ouvriers et apprentis de différents métiers. Louis d'Aubert (1810-1847) est un membre fondateur et vice-président de la conférence Saint-Vincent de Paul à Laval le 6 septembre 1840, puis président de 1842 jusqu'à sa mort.
Le Gouvernement Napoléon III, sous le ministère de Victor de Persigny, ordonne la suppression des Conférences et le patronage disparaît momentanément. En 1865, Charles Letourneur et son fils Paul — jeune et ardent recruteur propagandiste qui devient prêtre en 1879 et dirige le patronage de Beauregard de 1885 à 1889 — reconstituent le patronage. Le patronage n'est pas un patronage paroissial mais une œuvre de jeunesse, un patronage d'apprentis ou d'écoliers : uniquement les enfants des familles visitées par la conférence y sont admis, auxquels il s'agissait d'apprendre un métier. Les moyens utilisés sont principalement d'ordre religieux. Le dimanche matin, les enfants assistaient à la grand-messe à la cathédrale, l'après-midi, dans le local de l'œuvre, ils jouaient avec les distractions de l'époque, puis ils entendaient les vêpres et le salut avec un petit mot de l'aumônier. Chaque année, une grande promenade était organisée ainsi qu'une représentation théâtrale qui était destinée à remercier les membres bienfaiteurs.
Il faut attendre 1910 pour que le football soit en essor, sous la présidence du Dr Bucquet et la direction de l'abbé Victor Clavreul. Les activités du patronage diminuent pendant la Première Guerre mondiale, où 41 membres vont mourir. L'abbé Trideau prend la direction du patronage, puis les abbés Guitter, Chalopin et Houllière, sous la présidence de M. Champion.
Après la Seconde Guerre mondiale, le patronage est remis en fonction sous l'action des frères Gruau (Marius, Paul et Arsène) et sous la direction successive des abbés Dalibard et Louis Saget. En 1946, une fête est organisée pour le jubilé du chanoine Jarry et les 25 ans de présidence de M. Champion. Les sections de gymnastique, basket et théâtre sont reconstituées. En 1950, les dirigeants multiplient les contacts avec le patronage plus important de Beauregard pour ne former qu'une société, le jaune de l'une encadrant le bleu de l'autre pour former l'Union Sportive Espérance Beauregard.

### La Jeune France
Les statuts de la société Jeune France sont déposés lors du 1er trimestre 1941. Jeune France est une association, créée sous l'égide du secrétariat général à la jeunesse du gouvernement de Vichy en décembre 1940, prévue initialement pour faire adhérer les jeunes à la Révolution nationale, à travers une politique culturelle de création et de diffusion.
Le 20 novembre 1941, l'association prend le titre de La Jeune France. L'insertion au journal officiel (JORF) paraît le 20 novembre 1941. L'objet initial de l'association a pour but l'éducation physique, le basket-ball, le volley-ball et la gymnastique rythmique. Elle est domiciliée au 24, place d'Avesnières. La structure est créée sous l'initiative de l'abbé Le Martret par Mme Marie-Madeleine Lambert-Laloux, France Angot-Rouseau et Duval. On y pratique d'abord l'hébertisme puis la gymnastique. Une section basket existe aussi.
En 1945, l'association se structure et se rattache à la Fédération sportive de France. Le 28 avril 1945, l'association prend le titre de La Jeune France de Laval. L'insertion au JORF paraît le 28 avril 1945. L’objet initial de l'association a pour but l'éducation et le sport féminin.
La section féminine de basket obtient des résultats satisfaisants juste après la Seconde Guerre mondiale avec notamment un titre à la Coupe de France de basket féminin des patronages en 1946.

### Notre-Dame de Beauregard

#### De l'association au patronage
Comme tout patronage, Beauregard est né sous l'impulsion chrétienne. Auguste Guays des Touches, secrétaire en 1848 de la Société de Saint-Vincent-de-Paul de Laval, loue sur l'ancien emplacement de l'abbaye Sainte-Catherine de Laval une vaste propriété, où il fait transformer granges et écuries en habitacles convenables pour son association. Le 13 mai 1855, il ouvre  son association  à l'enfance sur le lieu-dit Le Petit Beauregard. L'association accueille 12 garçons et, 8 jours après, ils étaient 24, avec des demandes d'admission qui affluaient. L'abbé Moriceau est aumônier, avec l'installation d'un petit oratoire. Peu de temps, après Guays des Touches fait appel aux jésuites de Saint-Michel de Laval pour le seconder dans les différentes charges.
Guays des Touches fonde en 1859 le patronage de Notre-Dame de Beauregard,. Son but est « d'initier les enfants aux jeux, à la pratique religieuse et aux bonnes mœurs ».
Le Père Argand (1828-1892) est le premier directeur de l'Association Notre-Dame de Beauregard. Il est remplacé par le Père Jules Arnold, mort en 1870 lors de l'explosion de la citadelle de Laon le 9 septembre 1870, puis en 1862 par le Père Alexis Clerc. Il est un des otages exécutés par les communards lors de la Commune de Paris. Les activités de l'association sont décrites dans le Livre d'or de l'Union Sportive Beauregard, publié en 1970. Chaque dimanche, à 8 h, les portes s’ouvraient, les enfants écoutaient la messe, puis ils s'en retournaient dans leurs paroisses respectives pour y suivre ou chanter les grands offices. Dès 13 h, tout ce petit monde envahissait les cours et l'on y pratiquait tous les jeux connus : les barres, la balle au chasseur, le ballon, les quilles, les boules, l'escarpolette. Si le temps n'était pas de la partie, on s'adonnait aux cartes, au loto, aux pacifiques dominos et même à l'antique jeu de l'oie. Les plus grands, en compagnie du directeur, pouvaient fumer une cigarette dans un petit kiosque qui leur était réservé ; autre prérogative, ils jouaient au billard. La devise était Jeu et Prières, la journée se terminait par une courte instruction et le salut du Saint-Sacrement.
L'association atteignait la centaine de membres quand le propriétaire a repris son terrain. Le fait marquant de l'évolution de l'œuvre est l'acquisition d'une propriété, sous l'impulsion d'Alexandre-Léopold Sebaux, en face du grand séminaire de Laval qui venait d'être construit. Guays des Touches, par des deniers personnels et quelques dons est à l'origine de tous les bâtiments utiles au patronage : chapelle, salles de jeux, gymnase avec tous ses accessoires et théâtre avec balcon. L'inauguration est effectuée le 28 janvier 1864.
La vie au sein du patronage était à cette époque assez hiérarchisée : à 15 ans on était agrégé par une promesse faite à la chapelle, à 16 ans on renouvelait cette promesse et l'on prenait le titre de sociétaire, qui était bientôt muté en celui de dignitaire. On portait alors une décoration spéciale avec la possibilité d'élire le préfet(qualification que recevait le plus méritant des associés). En 1869, on relève parmi les associés : Auguste Goupil, père d'Albert Goupil et Louis Buron qui deviendra président des anciens de Beauregard. À la fin de la guerre franco-allemande de 1870, un bataillon de zouaves pontificaux vient suivre une retraite pascale prêchée par le Père Dousset, puis en 1873 par le Père Louis Billot. En 1874, les jésuites laissent la direction au Grand séminaire. L'abbé Paul Letourneur fait construire sur ses deniers personnels la maison de l'aumônier.
En vertu de la loi de séparation des Églises et de l'État, l'association est expulsée de ses locaux. elle trouve refuge un certain temps chez M. Brou, rue du Pont-de-Mayenne, puis dans l'ancienne maison des Frères du Roquet de Patience. L'évêché ayant achevé le lycée d'Avesnières, Beauregard s'y installe pendant 18 mois, le directeur logeant chez le concierge. Le 16 juillet 1909, le patronage prend possession des salles de la rue Saint-Martin qui avaient été les bureaux de l'évêché après son expulsion liée à la loi de séparation des Églises et de l'État. La même année, l'abbé Palicot, adjoint de l'abbé Perrin, offre à l'association le terrain d'Hilard.
Pendant la Première guerre mondiale, où quarante-et-un  membres vont mourir, le patronage est fermé. Le chanoine Perrin et le secrétaire Jules Basle, relancent le patro après la Première guerre mondiale, avec plusieurs résultats notables, dont une participation pour la sélection française aux Jeux interalliés en saut à la perche d'Alphonse Forveille. À la même époque, André Labat du Stade Lavallois est 2e aux mêmes jeux en saut en hauteur.
En 1929, le cinéma muet fait son apparition à la salle Saint-Martin. En 1933, le patronage est rattaché à la paroisse Notre-Dame.

#### Naissance des sections sportives
C'est au début du XXe siècle que les activités de l'association se diversifient. Le premier sport à voir rapidement le jour est le football. Les jeux de ballons qui existent déjà au sein de l'association sont progressivement structurés jusqu'à la création d'un onze de football entre 1901 et 1904.
Le 19 juin 1907, l'association prend le titre d'Union Sportive Notre-Dame-de-Beauregard (USB). L'insertion au journal officiel de la République française paraît le 29 juin 1907. L'objet initial de l'association a pour but le développement corporel, l'éducation physique, la pratique de tous les sports et plus particulièrement du football. La musique est transformée la même année en fanfare, conduite par M. Houdayer.
L'équipe officielle de football obtient des résultats satisfaisants dans les années 1910-1920 avec notamment un titre dans le championnat de France de football des patronages en 1921.
Un autre moment décisif est la création de la société de gymnastique vite affiliée à la Fédération gymnastique et sportive des patronages de France (FGSPF), qui prend son envol en 1910 avec pour moniteur M. Tessier.
La FGSPF qui fédère les patronages catholiques est particulièrement puissante en Bretagne et dans l'Ouest de la France ; plusieurs clubs sont issus de ces patronages : la Tour d'Auvergne de Rennes, les Cadets de Bretagne, les Korrigans de Vannes, le Stade Charles de Blois de Guingamp ou l'Armoricaine de Brest (aujourd'hui Stade brestois). Le club local affilié à la FGSPF est l'Union Sportive Beauregard de Laval.
La FGSPF n'a pas l'exclusivité du football en France. Ainsi, Le mouvement laïque est alors partiellement représenté par l'Union des sociétés françaises de sports athlétiques (USFSA), à dominante plutôt républicaine et anti-cléricale, dont le représentant local est le Stade lavallois.
Le 20 juillet 1924, un concours de gymnastique rassemble 5 000 personnes. Sous l'influence de l'abbé Beucher, la première troupe de scouts de la Mayenne associée aux Cœurs vaillants-Âmes vaillantes est une émanation de Beauregard, reprenant ses couleurs avec un foulard bleu et blanc. En 1947, le championnat de France de gymnastique est organisé dans les locaux de Beauregard et rassemble environ 10 000 participants.

#### Dirigeants

##### Présidents
| # | Nom                 | Période   |
| - | ------------------- | --------- |
| 1 | M. de Saint-Roman   | 1909-?    |
| 2 | Capitaine de Pluvie | ?-1929    |
| 3 | Georges Coupeau     | 1929-1950 |
| 4 | ?                   | ?         |
| 5 | Bernard Coisne      | 1967-1970 |
| 6 | André Montiège      | 1970-?    |

##### Prêtres
| #  | Nom                                                               | Période   | Ordre                            |
| -- | ----------------------------------------------------------------- | --------- | -------------------------------- |
| 1  | père Argand                                                       | 1855-?    | jésuite de Saint-Michel de Laval |
| 2  | père Jules Arnold                                                 | ?-1862    | jésuite de Saint-Michel de Laval |
| 3  | père Alexis Clerc                                                 | 1862-?    | jésuite de Saint-Michel de Laval |
| 4  | père Jourdain                                                     | 1869-?    | jésuite de Saint-Michel de Laval |
| 5  | père Dousset                                                      | 1871-?    | jésuite de Saint-Michel de Laval |
| 6  | père Louis Billot                                                 | 1873-1874 | jésuite de Saint-Michel de Laval |
| 7  | abbé Rebours et abbé Fourneau                                     | 1874      |                                  |
| 8  | abbé Fourneau                                                     | 1874-1885 |                                  |
| 9  | abbé Paul Letourneur                                              | 1885-1889 |                                  |
| 10 | abbé Ronné                                                        | 1889-1891 |                                  |
| 11 | abbé Normandière                                                  | 1891-1899 |                                  |
| 12 | abbé Eudes                                                        | 1899-1905 |                                  |
| 13 | abbé Louis Perrin                                                 | 1905-1921 |                                  |
| 14 | abbé Louis Perrin, abbé Fricot remplacé par l'abbé Julien Lambert | 1921-1930 |                                  |
| 15 | abbé Lelièvre (intérim)                                           | 1930-1933 |                                  |
| 16 | abbé Bernard Beucher                                              | 1933-1937 |                                  |
| 17 | abbé Poulain                                                      | 1937-?    |                                  |

## Activités sportives

### Football
De 1911 à 1913, l'USB participe à la finale nationale du championnat de France de football des patronages. En 1911, elle participe aux quarts de finale de la coupe de France des patronages. Cette section a été longtemps la promotion du club.

#### Championnat de France de football des patronages
Sources : Éphéméride Robert Hervet.
De 1920 à 1927, l'USB participe au Championnat Ouest avec des équipes comme le Stade rennais, la Tour d'Auvergne de Rennes, l'Union sportive Saint-Malo ou le Stade lavallois. En 1921, l'USB est champion de France de football des patronages, puis finaliste en 1924, 1953 et 1954. Son capitaine est Robert Hardy, le manager, Georges Coupeau.
| Édition   | Vainqueur           | Finaliste           | Score | Lieu         |
| --------- | ------------------- | ------------------- | ----- | ------------ |
| 1920-1921 | US Beauregard Laval | AFBC Blois          | 8-3   | Angers       |
| 1923-1924 | Rhône sportif Lyon  | US Beauregard Laval | 2-1   | La Courneuve |
| 1953-1954 | SA Épinal           | US Beauregard Laval | 4-2   | Épinal       |
| 1954-1955 | Le Chantier         | US Beauregard Laval | 2-0   | Poitiers     |

#### Championnat de l'Ouest
En 1923, les deux équipes lavalloises sont en Division d'Honneur (DH) Ouest et la rivalité est forte. Le 9 décembre 1923, L'Ouest-Éclair annonce  que « Par contre à Laval ça va barder ». Pendant une partie disputée à Laval entre l'Union Sportive de Beauregard et le Stade Lavallois, il advint qu'un coup de pied maladroit, d'ailleurs immédiatement sanctionné par une disqualification, ouvrit une querelle parmi les spectateurs. On échangea des injures et un chirurgien-dentiste de la localité, M. Georges Coupeau, un des dirigeants de l'Union Sportive de Beauregard, chargé de la police du terrain, s'oublia jusqu'à frapper dans la foule un mutilé de guerre, M. Chevreul, qui avait traité de brute l'auteur du coup de pied, qui était précisément le frère du dirigeant précité. Le tribunal correctionnel, estimant que le paiement d'une place à un spectacle sportif confère à quiconque le droit de manifester son opinion, a condamné le dentiste violent à 50 francs d'amende avec sursis et 200 francs de dommages-intérêts. À Hilard, l'Union Sportive Beauregard recevra le Stade lavallois, un pronostic est impossible. Souhaitons que ce match se déroule dans le calme nécessaire à sa régularité.
Les tribunes du Stade d'Hilard sont inaugurées en 1924. Elles sont reconstruites en 1930, en face des précédentes, à la suite de leur destruction par un ouragan.
Après la Seconde guerre mondiale, le club participe à la division d'honneur (groupe Ouest) en 1950 où il retrouve le Stade lavallois. Il va progressivement tomber dans les divisions inférieures contrairement à son concurrent laïque. Dans un article, Ouest-France indique qu'« adossé au pied des tours, le désuet stade d'Hilard, haut lieu du foot lavallois de la première moitié du XXe siècle, offre le visage d'un musée à l'abandon. Un vieil escalier en pierres crie à la ruine. La mythique tribune en bois, symbole d'un passé glorieux, n'est plus là. ».
Joueur à Sedan et après un passage à Fougères, Louis Lemasson est entraîneur de l'équipe au début des années 1970.

#### Résultats
| Saison  | Champ             | Cl  | Pts | J | G | N | P | Bp | Bc | Dif | CdF                       | CdL | TdC | CE | M. buteur | B | Entraîneur     | Aff |
| ------- | ----------------- | --- | --- | - | - | - | - | -- | -- | --- | ------------------------- | --- | --- | -- | --------- | - | -------------- | --- |
| 1919-20 | DH Ouest          |     |     |   |   |   |   |    |    |     |                           |     |     |    |           |   |                |     |
| 1920-21 | DH Ouest          | 3e  | 10  |   |   |   |   |    |    |     | Premier tour préliminaire |     |     |    |           |   |                |     |
| 1921-22 |                   |     |     |   |   |   |   |    |    |     | Premier tour préliminaire |     |     |    |           |   |                |     |
| 1922-23 | DH Ouest Gr.B     |     |     |   |   |   |   |    |    |     |                           |     |     |    |           |   |                |     |
| 1923-24 | DH Ouest Gr.B     | 4e  |     |   |   |   |   |    |    |     | 1/32 f.                   |     |     |    |           |   |                |     |
| 1924-25 | DH Ouest Gr.B     | 5e  |     |   |   |   |   |    |    |     |                           |     |     |    |           |   |                |     |
| 1925-26 | DH Ouest Gr.C     |     |     |   |   |   |   |    |    |     |                           |     |     |    |           |   |                |     |
| 1926-27 | DH Ouest Gr.C     | 6e  |     |   |   |   |   |    |    |     |                           |     |     |    |           |   |                |     |
| 1930-31 |                   |     |     |   |   |   |   |    |    |     | 2e tour                   |     |     |    |           |   |                |     |
| 1931-32 | PH Ouest          |     |     |   |   |   |   |    |    |     |                           |     |     |    |           |   |                |     |
| 1932-33 | PH Ouest          | 8e  | 21  |   |   |   |   |    |    |     |                           |     |     |    |           |   |                |     |
| 1933-34 | PH Ouest          | 4e  | 27  |   |   |   |   |    |    |     |                           |     |     |    |           |   |                |     |
| 1934-35 | PH Ouest          | 7e  |     |   |   |   |   |    |    |     | 3e tour                   |     |     |    |           |   |                |     |
| 1935-36 | PH Ouest          |     |     |   |   |   |   |    |    |     |                           |     |     |    |           |   |                |     |
| 1936-37 | PH Ouest          |     |     |   |   |   |   |    |    |     |                           |     |     |    |           |   |                |     |
| 1937-38 | PH Ouest          |     |     |   |   |   |   |    |    |     |                           |     |     |    |           |   |                |     |
| 1938-39 | ?                 |     |     |   |   |   |   |    |    |     |                           |     |     |    |           |   |                |     |
| 1939-40 | ?                 |     |     |   |   |   |   |    |    |     |                           |     |     |    |           |   |                |     |
| 1940-41 | ?                 |     |     |   |   |   |   |    |    |     | 1re tour,                 |     |     |    |           |   |                |     |
| 1941-42 | Coupe de l'Avenir | 4e  |     |   |   |   |   |    |    |     |                           |     |     |    |           |   |                |     |
| 1946-47 |                   |     |     |   |   |   |   |    |    |     | 3e tour                   |     |     |    |           |   |                |     |
| 1947-48 | PH Ouest Gr.D     |     |     |   |   |   |   |    |    |     | 3e tour                   |     |     |    |           |   |                |     |
| 1948-49 | PH Ouest Gr.D     | 1re |     |   |   |   |   |    |    |     | 3e tour                   |     |     |    |           |   |                |     |
| 1949-50 | DH Ouest Gr.B     | 11e | 11  |   |   |   |   |    |    |     | 3e tour                   |     |     |    |           |   | Henri Joncourt |     |
| 1952-53 | DHR Ouest         | 2e  |     |   |   |   |   |    |    |     |                           |     |     |    |           |   |                |     |
| 1953-54 | DHR Ouest         | 3e  |     |   |   |   |   |    |    |     |                           |     |     |    |           |   |                |     |
| 1954-55 | DHR Ouest         | 5e  |     |   |   |   |   |    |    |     |                           |     |     |    |           |   |                |     |
| 1955-56 | DHR Ouest         | 6e  |     |   |   |   |   |    |    |     |                           |     |     |    |           |   |                |     |
| 1956-57 | DHR Ouest         | 5e  |     |   |   |   |   |    |    |     |                           |     |     |    |           |   |                |     |
| 1958-59 | DHR Ouest         | 5e  |     |   |   |   |   |    |    |     |                           |     |     |    |           |   |                |     |
| 1964-65 |                   |     |     |   |   |   |   |    |    |     | 4e tour                   |     |     |    |           |   |                |     |
| 1984-85 |                   |     |     |   |   |   |   |    |    |     | 7e tour                   |     |     |    |           |   |                |     |
| Saison  | Champ             | Cl  | Pts | J | G | N | P | Bp | Bc | Dif | CdF                       | CdL | TdC | CE | M. buteur | B | Entraîneur     | Aff |

Champ = championnat ; Cl = classement ; Pts = points ; J = joués ; G = gagnés ; N = nuls ; P = perdus ; Bp = buts pour ; Bc = buts contre ; Dif = différence de buts

CdF = Coupe de France ; CdL = Coupe de la Ligue ; TdC = Trophée des champions ; CE = Coupes d'Europe. 

Dans le détail : C1 = Ligue des champions (depuis 1992, Coupe des clubs champions de 1955 à 1992) ; C2 = Coupe des coupes (de 1961 à 1999) ; C3 = Ligue Europa (depuis 2009, Coupe UEFA de 1971 à 2009, Coupe des villes de foires de 1955 à 1971) ; C4 = Ligue Conférence (depuis 2024, Ligue Europa Conférence de 2021 à 2024) ; CI = Coupe Intertoto (de 1995 à 2008)

M. buteur = meilleur buteur en championnat ; B = buts marqués par le meilleur buteur en championnat ; Aff = affluence moyenne en championnat.
champion, vainqueur ou meilleur buteurvice-champion ou finalistepromubarrage de promotionreléguébarrage de relégation

#### Anciens joueurs
- Bernard Vileyn, ancien joueur du Stade rennais
- Le club a formé les joueurs : Loïc Pérard, Kévin Perrot ou Mohamed Mara.

### Basket-ball

#### Coupe de France de basket féminin des patronages
De 1945 à 1948, la Jeune France participe à la coupe de France des patronages et la remporte en 1946.
| Édition   | Vainqueur                       | Finaliste                | Score | Lieu de la compétition |
| --------- | ------------------------------- | ------------------------ | ----- | ---------------------- |
| 1945-1946 | Jeune France Laval              | Championnet Sports Paris | 22-12 | Paris                  |
| 1946-1947 | ASAN Le Havre                   | Jeune France Laval       | 16-9  | Blois                  |
| 1947-1948 | Étoile sportive de Livry-Gargan | Jeune France Laval       | 24-15 | Livry-Gargan           |

#### Entraîneurs
- 2014- :  Sébastien Cartier[18]

### Tennis de table
La section de Beauregard est créée en 1937. La section pongiste du club a évolué dans les années 1960 et 1970 en Nationale 2, qui est à l'époque le deuxième échelon national dans la hiérarchie sportive de la Fédération française de tennis de table (FFTT). Elle a été aussi finaliste de la coupe de France FSCF.
- Championnat de France Nationale 2 de tennis de table 1961-1962
- Championnat de France Nationale 2 de tennis de table 1977-1978
- Championnat de France Nationale 2 de tennis de table 1979-1980
- Championnat de France Nationale 2 de tennis de table 1981-1982

### Athlétisme
La section athlétisme de Beauregard est lancée à la fin de la première Guerre mondiale. De nombreux athlètes s'illustrèrent alors tant au niveau régional que national parmi lesquels :
- 1919 : Alphonse Forveille, participation en saut à la perche à la sélection française pour les Jeux Interalliés[20],[N 25] ;
- 1920-1923 : champion de France des patronages en  saut à la perche.

### Théâtre
Une section théâtre existait à Beauregard dès 1865 et à l'Espérance. En avril 1865, le balcon du théâtre de Beauregard s'écroule sur le parterre, provoquant quelques blessés légers. Au début du XXe siècle, les pièces de Beauregard étaient souvent écrites par le Père Eudes. En 1908, le théâtre de Beauregard donne ses séances dans la salle de Nazareth. Émile Irté, qui restera plus de 50 ans dans l'association, brûlait les planches pour la première fois. En 1920, les fondations du théâtre de Beauregard sont lancés dans la cour des locaux de la rue Saint-Martin ; le directeur de la troupe est Georges Gasseau. La salle est inaugurée le 21 novembre 1920 avec la pièce Servir.